# NGC 6283
NGC 6283 est une petite galaxie spirale située dans la constellation d'Hercule. Sa vitesse par rapport au fond diffus cosmologique est de 1 068 ± 2 km/s, ce qui correspond à une distance de Hubble de 15,8 ± 1,1 Mpc (∼51,5 millions d'al). NGC 6283 a été découverte par l'astronome germano-britannique William Herschel en 1788.